# یوکاری‌ینگیجه (دازقری)
یوکاری‌ینگیجه (به ترکی استانبولی: Yukarıyenice) یک منطقهٔ مسکونی در ترکیه است که در دازقری واقع شده‌است.